# 2493 Elmer
2493 Elmer је астероид главног астероидног појаса чија средња удаљеност од Сунца износи 2,787 астрономских јединица (АЈ).
Апсолутна магнитуда астероида је 12,5.